# Zion tempel
De Zion tempel is een kerkgebouw te Anderlecht, gelegen aan Gheudestraat 54.
Het kerkgenootschap, het Ministère de la Parole Authentique, is een Rwandees genootschap dat in 1996 door Paul Gitwaza werd opgericht te Kigali. In 1999 stichtte men daar het eerste kerkgebouw. Sindsdien zijn er kerkgebouwen in meerdere landen, met name daar waar zich een Rwandese gemeenschap bevindt. Ze worden gewoonlijk Centres de Célébration Zion Temple genoemd.
De Brusselse kerk bevindt zich in een niet voor dit doel opgericht gebouw.
In België zijn er, naast hier genoemde kerk, ook kerken te vinden in Luik en Charleroi.